# ミノア語

クレタ島のミノア文明

ミノア語（ミノアご）は古代クレタにあったとされる言語である（紀元前2千年紀）。ギリシア語との類縁関係は不明であり、大陸からのギリシア人（ミケーネ文明）により島の文明が取って代わられる以前の言語とされる。
1900年、イギリスの考古学者アーサー・エヴァンズはクレタ島のクノッソス宮殿跡を発掘し、多数の粘土板を得た。エヴァンズは粘土板の文字を聖刻文字、線文字A、線文字Bに分類した。これらの文字は未解読だったが、ミノア語を表すものとされた。
2023年現在は、聖刻文字、線文字Aがミノア語を表すと考えられているが、引き続き未解読であり、同一の言語を表しているかどうかも明らかでない。
- 線文字Bは解読され、ギリシア語の一種（ミケーネ・ギリシャ語）を表記していることが判明し、ミノア語から外された。

なおクレタ島で紀元前1千年紀の碑文に残る純正クレタ語があり、ギリシア文字で書かれているが、ギリシア語ではないことが判明している。ミノア語との類縁関係は不明である。